# Vârfu Câmpului
Vârfu Câmpului è un comune della Romania di 3 926 abitanti, ubicato nel distretto di Botoșani, nella regione storica della Moldavia.
Il comune è formato dall'unione di 6 villaggi: Dobrinăuți-Hapăi, Ionășeni, Lunca, Maghera, Pustoaia, Vârfu Câmpului.
Vârfu Câmpului ha dato i natali allo storico Alexandru Zub (1934).